# Psychagogik
Psychagogik (griechisch Ψυχαγωγία Psychagogia; von griechisch psyche „Seele“, „Hauch“, „Leben“; und agogós „führend“) ist ein aus der Psychoanalyse entstandenes Berufsfeld, auf dem fast ausschließlich Pädagogen mit einer Lehranalyse tätig waren. Als Begründer der Psychagogik oder analytischen Kinder- und Jugendlichenpsychotherapie gelten Anna Freud und Melanie Klein.
Gleichzeitig bezeichnet der Begriff Psychagogik eine Vielzahl von pädagogisch-therapeutischen Verfahren zur Vorbeugung und Linderung bei Verhaltensstörungen, seelischen Konflikten, schwierigen Entwicklungsphasen, o. ä.
Psychagogik strebt seelische Führung an; sie ist eine beratende und unterstützende Behandlungsform im Sinne von tiefenpsychologisch orientierten Maßnahmen. Psychagogik vereint das Wissen aus Pädagogik, Tiefenpsychologie und Psychotherapie und ermöglicht die Betreuung und Begleitung speziell von Kindern und Jugendlichen.
Aus dem Beruf des Psychagogen ging später der Beruf des Kinder- und Jugendlichenpsychotherapeuten hervor.

## Historie – Begriffserklärungen
Der Begriff „Psychagogik“ findet – in diesem Sinne gebraucht – erstmals im „Lehrbuch der Psychologie“ von 1875 (W. Volkmann) Erwähnung. Wechselnde Bedeutungen sind:
- Psychagogik als psychotherapeutische Führung
  - im Sinne einer auf psychoanalytischen Grundsätzen aufbauenden Pädagogik (G. Wanke)
  - als psychotherapeutische Erziehungslehre (Arthur Kronfeld)
  - als eine Erziehungskunst sui generis (A. Maeder)
- Psychagogik als medizinische Spezialtechnik
  - im Sinne einer psychagogischen Methode der Persönlichkeitsentwicklung wie autogenes Training, Persuasionsmethodik (Überredungskunst), Arbeitstherapie etc. (Ernst Kretschmer)
  - als rationale Wachpsychotherapie im Gegensatz zur Hypnosetechnik (Johannes Heinrich Schultz)
  - als systematische Einstellungsänderung zu sich selber durch Selbstkritik und Neuordnung des Umweltbezuges (W. Neutra)
- Psychagogik als Erwachsenenerziehung
  - Volkspsychagogik als aufklärende, bildende und das Zusammenleben lenkende Tätigkeit (Moritz Tramer)
  - als Andragogik (H. Hanselmann)
- Psychagogik als Erziehungsbetreuung
  - im Sinne einer Nacherziehung seelisch fehlentwickelter Kinder und Jugendlicher (Felix Boehm, W. Schraml)

Im antiken Griechenland verstand man unter Psychagogen die „Heraufführer der Schatten“, d. h. Nekromanten, die Menschenopfer vollzogen, um die Geister der Getöteten zu befragen, noch ehe sie in die Unterwelt hinabstiegen.

## Aufgaben
Die Psychagogik ist als Methodenlehre zu verstehen; sie vereint übergreifende Aufgaben:
- Individuelle Lebenshilfe bei seelischen Konflikten und Fehlhaltungen (Verwahrlosung, Neurosenprophylaxe)
- Menschenführung in der Gemeinschaft; soziale Integration
- Förderung der Persönlichkeitsreifung durch Überwindung von Hemmungen und Lösen von Fixierungen auf Personen oder Situationen
- Gewinnung neuer Lebensinhalte und Lebenseinstellungen

## Verlaufsphasen psychagogischer Praxis
1. Darstellung der psychischen Situation (Anamnese/Exploration/Abklärung)
2. Herstellen von Vertrauen zwischen den Gesprächspartnern
3. Lösung von Fixierungen, Hemmungen oder falschen Auffassungen
4. Gewinnen eines neuen Selbstverständnisses
5. Erlebnisgewinn in Gemeinschaft und Gesellschaft

## Methoden
Der Psychagogik stehen vielfältige Methoden zur Verfügung. Die Bezeichnung von „Therapie“ hat sich im Sinne psychologischer Behandlung eingebürgert; sie ist nicht mit ärztlicher Psychotherapie zu verwechseln.
- Gesprächstherapie
- Gruppentherapie
- Milieu-Therapie
- Spieltherapie
- Bewegungstherapie[2]

## Vom Psychagogen zum analytischen Kinder- und Jugendlichenpsychotherapeuten
Im Zuge der Professionalisierung wurde die Berufsausbildung des Psychagogen modernisiert. 
1953 wurde die Vereinigung Deutscher Psychagogen e. V. gegründet und 1975 wurde aus der Vereinigung Deutscher Psychagogen die Vereinigung Analytischer Kinder- und Jugendlichenpsychotherapeuten in Deutschland e. V. Die Vereinigung Analytischer Kinder- und Jugendlichen-Psychotherapeuten in Deutschland (VAKJP) ist der größte Berufs- und Fachverband der Kinder- und Jugendlichenpsychotherapeuten in Deutschland.

### Ausbildung von analytischen Kinder- und Jugendlichenpsychotherapeuten
Die Ausbildung zum analytischen Kinder- und Jugendlichenpsychotherapeuten entspricht den Grundanforderungen der Ständigen Konferenz der Ausbildungsstätten für analytische Kinder- und Jugendlichenpsychotherapeuten in der Bundesrepublik Deutschland (Stäko) und ermöglicht die Mitgliedschaft in der Vereinigung analytischer Kinder- und Jugendlichenpsychotherapeuten (VaKJP). Für nichtärztliche Ausbildungsteilnehmer erfolgt diese Ausbildung nach dem Psychotherapeutengesetz (PsychThG) und der dortigen Ausbildungs- und Prüfungsverordnung (KJPsychTh APrV).

### Bezahlung
Kinder- und Jugendlichenpsychotherapeuten bzw. Psychagogen gehören zur Berufsgruppensammelbezeichnung Sozial- und Erziehungsdienst (SuE). Kommunale Arbeitgeber bezahlen Psychagogen häufig nach dem TVöD-SuE. Private Träger können ein Bezahlungsmodell frei wählen. Mehr zu der Bezahlung im SuE findet sich im Artikel Sozial- und Erziehungsdienst#Bezahlung. Im TVöD-SuE sind die Kinder- und Jugendlichenpsychotherapeuten bzw. Psychagogen in die Entgeltgruppe S 17 eingruppiert. Das Einstiegsgehalt beträgt 3.102,56 Euro (Stand: 1. März 2015).:76

## Medien
- Cécile Loetz, Jakob Müller: Kinderanalyse. Die Gespenster im Kinderzimmer. In: Rätsel des Unbewußten. Podcast zur Psychoanalyse und Psychotherapie (Folge 76).